# Ed Nijpels
Eduardus Hermannes Theresia Maria (Ed) Nijpels (Den Helder, 1 april 1950) is een Nederlands voormalig politicus en bestuurder.

## Politicus
In 1968 werd Nijpels lid van de VVD. Hij studeerde aan de Rijksuniversiteit Utrecht in de vrije studierichting van Rechten, waardoor hij drs. werd en geen mr. Vóór zijn politieke carrière was hij leraar maatschappijleer op het R.K. St. Gertrudislyceum te Roosendaal. In september 1976 werd hij lid van de gemeenteraad van Bergen op Zoom. Dat was hij in totaal zes jaar. Nijpels werd op 8 juni 1977 lid van de Tweede Kamer.
Op 20 april 1982 koos de VVD-fractie Nijpels tot fractievoorzitter en politiek leider als opvolger van Hans Wiegel. Nijpels was op dat moment pas 32 jaar oud. Onder de leus "gewoon jezelf kunnen zijn" won de VVD op 8 september 1982 bij vervroegde verkiezingen tien zetels en kwam daarmee op 36 zetels in de Tweede Kamer. Nijpels wist door de verkiezingsuitslag de vorming van het kabinet-Lubbers I (1982-1986) tot stand te brengen. Zelf trad hij tot deze regering niet toe; in plaats daarvan bleef hij fractievoorzitter van zijn partij. Hij kreeg tijdens deze kabinetsperiode te maken met diverse affaires. De grootste was de ondergang van het Rijn-Schelde-Verolme concern, die leidde tot de eerste parlementaire enquête sinds die van 1946 over het beleid van de Nederlandse regering in ballingschap in Londen tijdens de Tweede Wereldoorlog. De minister van economische zaken en vicepremier van de VVD, Gijs van Aardenne, was na deze enquête "aangeschoten wild", wat de oppermacht van CDA-premier Ruud Lubbers nog verder vergrootte.
In dezelfde periode nam ook de kritiek op Nijpels' functioneren als fractieleider toe. Hij kreeg de reputatie van een brokkenmaker en een blunderaar, die geen controle had over de VVD-bewindslieden en de VVD-fractie en eigenlijk te jong was voor de functie. Toen de VVD bij de verkiezingen van 1986 negen zetels verloor, kreeg Nijpels de schuld van deze nederlaag. Hij werd weliswaar herkozen als fractievoorzitter, maar nadat een aanzienlijk deel van de fractie bij monde van Frits Bolkestein de aanval op hem had geopend, besloot hij alsnog terug te treden als politiek leider van de VVD. Hij werd vervangen door Joris Voorhoeve als fractievoorzitter en politiek leider van de VVD, terwijl Rudolf de Korte vicepremier werd in het kabinet-Lubbers II (1986-1989). Wel kreeg Nijpels, ondanks de verkiezingsnederlaag, in hetzelfde kabinet een ministerschap aangeboden, namelijk dat van VROM. Aanvankelijk was deze benoeming bedoeld om Nijpels een positie "in de luwte" te bezorgen. In deze kabinetsperiode werd het milieubeleid echter een steeds belangrijker beleidsterrein, zodat zijn functie alsnog prominenter werd dan aanvankelijk door de VVD was beoogd. Als minister kreeg Nijpels bijzonder veel waardering en respect van zowel coalitie als oppositie voor zijn milieubeleid. Zo bracht hij in mei 1989 het NMP (Nationaal Milieubeleidsplan) uit.

## Burgemeester, Commissaris der Koningin
Na zijn ministerschap keerde Nijpels terug in de Tweede Kamer en bleef hij Kamerlid van 14 september 1989 tot 4 april 1990. Hij vertrok in 1990 om burgemeester van Breda te worden. Dat was hij van 1 april 1990 tot 1 juli 1995. Van 1995 tot 1999 was Nijpels directeur van een Arbodienst, begin 1999 werd Nijpels Commissaris der Koningin in de provincie Friesland. Nijpels bleef CdK tot 1 mei 2008. Gedurende zijn tijd als CdK had Nijpels veel nevenfuncties waaronder vanaf 2004 een commissariaat bij de DSB Bank.

## Voorzitter NLingenieurs
Nijpels bleef Commissaris der Koningin tot 1 mei 2008. Hij trad terug omdat zijn vrouw in Maleisië ging werken, waardoor Nijpels naar zijn mening te vaak afwezig zou zijn vanwege bezoek aan het buitenland. Daarna werd zijn hoofdfunctie het voorzitterschap van NLingenieurs, de brancheorganisatie van de Nederlandse advies- en ingenieursbureaus.

## Nevenfuncties
Naast zijn hoofdfuncties als voorzitter van NLingenieurs en bestuursvoorzitter van het ABP (in 2009-2010) heeft Nijpels tientallen nevenfuncties, waaronder voorzitter SENA, commissaris bij de inmiddels failliet verklaarde DSB Bank (tot 29 september 2009), voorzitter Stichting Ronald McDonald Kinderfonds, voorzitter Raad van Toezicht van het Kadaster, voorzitter van de Raad van Toezicht van ProDemos, voorzitter van branche vereniging GeoBusiness Nederland, bestuursvoorzitter Stichting Milieu Centraal, voorzitter Raad van Toezicht Reclassering Nederland, voorzitter Raad van Toezicht TROS, voorzitter Internationale Architectuur Biënnale Rotterdam en voorzitter Stichting Garantiefonds Gerechtsdeurwaarders. Tevens was Nijpels lid van het dagelijks bestuur van VNO-NCW.
Van 1990 tot 1999 was Nijpels voorzitter van het Wereld Natuur Fonds (WNF). Van 1 juli 2008 tot 1 juli 2014 was hij voorzitter van het Bosschap, waarbij hij zowel in 2010 als 2012 voor twee jaar werd herbenoemd. Ook is Ed Nijpels lid van het besloten herengenootschap De Heeren Zeventien uit Friesland waar bestuurders uit bedrijfsleven en overheid in Friesland elkaar jaarlijks ontmoeten op landgoed Lauswolt.
Op 15 augustus 2014 werd Nijpels benoemd tot kroonlid van de Sociaal-Economische Raad (SER). Hij werd daar voorzitter van de Borgingscommissie Energieakkoord.
Nijpels was in 2018 en 2019 voorzitter van het Klimaatberaad, daarna werd hij voorzitter van Voortgangsoverleg Klimaatakkoord.

### Nijpels bij DSB
Vanaf 1 juli 2004 was Ed Nijpels commissaris bij de DSB Bank. Deze bank raakte in 2009 in opspraak. Vóór 2009 waren er al geruchten dat de handelwijze van DSB niet deugde vanwege de koppelverkoop van overlijdensrisicoverzekeringen en arbeidsongeschiktheidsverzekeringen in de vorm van een of meer koopsompolissen. In 2009 zochten klanten van DSB contact met de media omdat zij in de problemen waren geraakt door een hypotheeklening bij DSB Bank. Op 28 september 2009 vertelden oud-medewerkers van DSB Bank in het tv-programma NOVA dat de bank systematisch en op grote schaal zo veel en zo hoog mogelijke koopsompolissen verkocht zonder de klant te waarschuwen voor de risico’s. De oud-medewerkers bevestigden dat de koopsompolissen via koppelverkoop aan de man werden gebracht: zonder koopsompolis kreeg de klant geen hypotheeklening. Van de overbodige koopsommen kwam minimaal 80% als provisie bij DSB terecht.
De dag na de uitzending van NOVA maakte Nijpels bekend dat hij zijn functie als commissaris bij DSB per direct neerlegde. Volgens Nijpels had dit niets met de negatieve publiciteit te maken, maar met zijn benoeming tot bestuursvoorzitter van de Stichting Pensioenfonds ABP bijna twee maanden eerder (op 1 augustus 2009). Na het faillissement van DSB zei minister van Financiën Wouter Bos dat er onder andere een onderzoek zou komen naar de rol van de commissarissen bij DSB.
Door de rol die Nijpels speelde bij DSB groeide het verzet tegen zijn functie bij het ABP. Nijpels schreef vervolgens een open brief aan de leden van het ABP, in deze brief zegde hij toe op te stappen als het onderzoek naar zijn handelen bij DSB negatief uit zou pakken. Op 19 februari 2010 werd bekend dat Nijpels zijn functie bij ABP neerlegde.

### Nijpels bij SENA
Nijpels was bestuursvoorzitter bij de Stichting ter Exploitatie van Naburige Rechten (SENA), een stichting die op aanwijzing van het Ministerie van Justitie, en met uitsluiting van ieder ander, belast is met de uitvoering van artikel 7 van de Wet op de naburige rechten. In 2010 bleek dat deze stichting ten onrechte voor ongeveer 35 miljoen euro aan facturen verstuurd had en zich daarmee rijk gerekend had. Toen dit aan het licht kwam ontsloeg Nijpels directeur Hans van Berkel. In een rechtszaak oordeelde de kantonrechter dat de directeur op onjuiste wijze ontslagen was en recht had op een ontslagvergoeding van een half miljoen euro waarvan 25.000 euro smartengeld. De rechter oordeelde dat de schuld bij het bestuur van de stichting lag en niet bij de directeur. Het bestuur trad af, met uitzondering van Nijpels.

## Tv-optredens en film
Eind jaren tachtig was Nijpels co-presentator van het televisieprogramma Tros Aktua in Bedrijf van de TROS. Daarin werd aandacht besteed aan Nederlandse bedrijven die innovatief werkten. Het programma presenteerde Nijpels naast presentatrice Tineke Verburg. In november 2007 werd Nijpels benoemd tot lid van de Raad van Toezicht van de omroepvereniging TROS. Daar kwam op 30 november 2013 de rol van voorzitter bij voor de fusie-omroep AVROTROS.
In de film De schippers van de Kameleon, uitgebracht in 2003, speelde Nijpels zichzelf als Commissaris van de Koningin van Friesland, een rol die hij ook vervulde in het tweede deel van de Kameleon-filmreeks. Ook zijn zoon Boyan speelde een klein rolletje in deze film.

## Onderscheidingen
Op 20 november 1989 werd Nijpels benoemd tot ridder in de Orde van de Nederlandse Leeuw. Tevens is hij benoemd tot commandeur in de Orde van Oranje-Nassau. Hij kreeg deze hoge onderscheiding voor zijn inspirerende bijdrage aan natuurbescherming en -ontwikkeling tijdens zijn voorzitterschap van het Wereld Natuur Fonds (WNF). Op 28 maart 2015 werd hij te Mierlo gehuldigd als erelid van de JOVD. Ed Nijpels is voorts commandeur in de Orde van Leopold 1 (België), commandeur in de Orde van de Gouden Ark, commandeur Orde van Verdienste van de republiek Polen, Grootofficier in de Orde van de Eikenkroon (Luxemburg), Zilveren Fonograaf voor bijzondere Verdiensten voor de Nederlandse muziekindustrie, Eimert Sinoo prijs (FNV-prijs voor bijzondere initiatieven voor de arbeidsomstandigheden in de bouw).